# Evangelina Elizondo
Evangelina Elizondo (Mexikóváros, 1929. április 28. – 2017. október 2.) mexikói színésznő.

## Filmográfia

### Mozifilmek
- Las locuras de Tin-Tan (1952)
- Swingtime in Mexico (1952, rövidfilm)
- Amor, qué malo eres! (1953)
- Genio y figura (1953)
- Frontera norte (1953)
- La intrusa (1954)
- Fugitivos: Pueblo de proscritos (1955)
- Educando a papá (1955)
- Amor de lejos (1955)
- El tren expreso (1955)
- ¡Que bravas son las costeñas!... (1955)
- Música, espuelas y amor (1955)
- Los tres Villalobos (1955)
- La venganza de los Villalobos (1955)
- Mi canción eres tú (1956)
- Viva la juventud! (1956)
- No me platiques más (1956)
- Los platillos voladores (1956)
- Las zapatillas verdes (1956)
- Rapto al sol (1956)
- Tropicana (1957)
- Te vi en tv (1958)
- Tú y la mentira (1958)
- Música en la noche (1958)
- Manos arriba (1958)
- El castillo de los monstruos (1958)
- El superflaco (1959)
- Ángel del infierno (1959)
- Verano violento (1960)
- Una canción para recordar (1960)
- México lindo y querido (1961)
- Tres balas perdidas (1961)
- La furia del ring (1961)
- Los falsos héroes (1962)
- La chacota (1962)
- Días de otoño (1963)
- Un hombre en la trampa (1965)
- El amor no es pecado (El cielo de los pobres) (1965)
- Pistoleros del oeste (1965)
- Un callejón sin salida (1965)
- El tragabalas (1966)
- Esta noche no (1966)
- Domingo salvaje (1967)
- Un novio para dos hermanas (1967)
- Don Juan 67 (1967)
- El misterio de los hongos alucinantes (1968)
- El matrimonio es como el demonio (1969)
- El hombre de negro (1969)
- Gregorio y su ángel (1970)
- La generala (1971)
- Te quiero (1979)
- Don't Panic (1987)
- ¿Nos traicionará el presidente? (1988)
- Romero (1989)
- Pár lépés a mennyország (Pár lépés a mennyország) (1995)
- En el paraíso no existe el dolor (1995)
- Alta tensión (1997)
- E pur si muove (2003, rövidfilm)
- Hijas de su madre: Las Buenrostro (2005)
- Me Late Chocolate (2013)
- Princesa, una historia verdadera (2016)

### Tv-sorozatok
- Frontera (1967, három epizódban)
- El pecado de Oyuki (1988, három epizódban)
- Hora Marcada (1989, egy epizódban)
- El abuelo y yo (1992, egy epizódban)
- Női pillantás (Mirada de mujer) (1997, két epizódban)
- Tres veces Sofía (1998, egy epizódban)
- Besos prohibidos (1999, egy epizódban)
- Amikor az enyém leszel (Cuando seas mía) (2001, hat epizódban)
- Mirada de mujer: El regreso (2003)
- La heredera (2004, egy epizódban)
- Amores cruzados (2006, egy epizódban)
- Pasión Morena (2009, egy epizódban)